# 2. јул
2. јул (2.7.) је 183. дан године по грегоријанском календару (184. у преступној години). До краја године има још 182 дана.

## Догађаји
- 1776 — Континентални конгрес је усвојио резолуцију којом је прекинуо везе са Великом Британијом, али текст званичне Декларације о независности није одобрен до 4. јула.
- 1798 — Француска војска под командом Наполеона Бонапарте је заузела Александрију.
- 1800 — Парламент Велике Британије је усвојио Закон о унији са Ирском, којим ће се 1. јануара 1801. Велика Британија и Ирска ујединити у Уједињено Краљевство Велике Британије и Ирске.
- 1819 — Велика Британија је донела закон којим се забрањује рад деце испод девет година у текстилној индустрији, а рад деце млађе од 16 година ограничава на 12 часова дневно.
- 1839 — Више од 50 афричких робова се побунило на броду Амистад за превозу робова код обале Кубе.
- 1860 — Руси су основали град Владивосток на обали Амурског залива, који је касније постао најзначајнија совјетска лука (поморска и ваздушна база) на совјетском Далеком истоку.
- 1881 — У Вашингтону је извршен атентат на председника САД Џејмса Ејбрама Гарфилда.
- 1884 — Основана је Народна банка Србије чији је пун назив у време оснивања гласио Привилегована народна банка Краљевине Србије.
- 1890 — Амерички Конгрес је усвојио Шерманов закон, прву акцију америчке владе да ограничи монополе.
- 1900 — Гроф Фердинанд фон Цепелин извршио је први лет ваздушним бродом (дирижабл) над Боденским језером у јужној Немачкој. Касније је конструисао неколико таквих ваздухоплова који су по њему добили назив Цепелин.
- 1917 — Бели становници Ист Сент Луиса су запалили делове града и пуцали на црнце који су покушавали да побегну од пожара.
- 1940 — Погођен торпедом с немачке подморнице, потонуо је брод „Арандора стар“ који је превозио немачке и италијанске заробљенике у Канаду. Настрадало је више од 750 заробљеника и чланова посаде.
- 1961 — Амерички писац Ернест Хемингвеј извршио је самоубиство. Добитник је Нобелове награде за књижевност 1954. („Збогом оружје“, „За ким звона звоне“, „Старац и море“).
- 1964 — Председник САД Линдон Џонсон потписао је „Закон о грађанским правима“, којим је забрањена расна дискриминација.
- 1966 — Француска је извршила прву од шест проба атомске бомбе на пацифичком атолу.
- 1976 — Проглашено је уједињење Северног и Јужног Вијетнама у једну државу Вијетнам са главним градом Ханојем.
- 1990 — Не прихватајући уставне промене у Србији, албански делегати покрајинске Скупштине Косова усвојили су Уставну декларацију и прогласили одвајање Косова од Србије. Скупштина Србије је 5. јула распустила покрајинску Скупштину, након чега су уследили штрајкови и протести косовских Албанаца.
- 1995 — Југословенски кошаркаши постали су европски шампиони на првенству у Атини. Победа је бурно прослављена у земљи, а одушевљење је било појачано и због трогодишње међународне изолације СР Југославије.
- 2000 — Кандидат Странке националне акције и Зелене странке Висенте Фокс победио је на председничким изборима у Мексику, чиме је окончана владавина Институционалне револуционарне партије, која је била на власти од 1929. године.
- 2001 — Прво усађивање механичког срца извршено је у САД. Седмочасовну операцију извели су хирурзи Универзитета Луивила Леман Греј и Роберт Даулинг.

## Рођења
- 1489 — Томас Кранмер, енглески верски реформатор. (прем. 1555)[1]
- 1714 — Кристоф Вилибалд Глук, немачки композитор и диригент. (прем. 1787)[2][3]
- 1862 — Вилијам Хенри Браг, британски физичар, хемичар, математичар и спортиста, добитник Нобелове награде за физику (1915). (прем. 1942)[4]
- 1877 — Херман Хесе, немачко-швајцарски књижевник и сликар, добитник Нобелове награде за књижевност (1946). (прем. 1962)[5]
- 1904 — Рене Лакост, француски тенисер и предузетник, оснивач компаније Лакост. (прем. 1996)[6]
- 1906 — Ханс Бете, немачко-амерички нуклеарни физичар, добитник Нобелове награде за физику (1967). (прем. 2005)[7]
- 1918 — Слободан Пенезић Крцун, учесник Народноослободилачке борбе, друштвено-политички радник СФРЈ и СР Србије и народни херој Југославије. (прем. 1964)
- 1922 — Пјер Карден, италијанско-француски модни дизајнер. (прем. 2020)[8]
- 1923 — Вислава Шимборска, пољска песникиња, есејисткиња и преводилац, добитница Нобелове награде за књижевност (1996). (прем. 2012)[9]
- 1925 — Патрис Лумумба, конгоански политичар, први премијер ДР Конго и вођа Конгоанског националног покрета. (прем. 1961)[10]
- 1938 — Масајуки Ивата, јапански економиста и академик, инострани члан састава Српске академије науке и уметности.[11]
- 1947 — Лари Дејвид, амерички глумац, комичар, сценариста, продуцент и редитељ.[12]
- 1947 — Марко Јанковић, српски новинар, радијски и ТВ водитељ, диск-џокеј и политичар. (прем. 2023)
- 1955  —Ендру Дивоф, амерички глумац.[13]
- 1958 — Небојша Човић, српски политичар и спортски функционер.
- 1981 — Владимир Дишљенковић, српски фудбалски голман.[14]
- 1981 — Софија Јуричан, српска глумица.[15]
- 1983 — Мишел Бранч, америчка музичарка и глумица.[16]
- 1985 — Ешли Тисдејл, америчка глумица, музичарка, продуценткиња и модел.[17]
- 1986 — Линдси Лоан, америчка глумица, музичарка, продуценткиња и модел.[18]
- 1987 — Естебан Гранеро, шпански фудбалер.[19]
- 1989 — Катарина Живковић, српска певачица.
- 1990 — Марго Роби, аустралијска глумица.[20]
- 1990 — Дени Роуз, енглески фудбалер.[21]
- 1992 — Јанис Тима, летонски кошаркаш. (прем. 2024)
- 1999 — Лука Илић, српски фудбалер.[22]

## Смрти
- 936 — Хенрик I Птичар, немачки краљ (рођ. 876)[23]
- 1566 — Нострадамус, француски астролог. (рођ. 1503)[24]
- 1778 — Жан Жак Русо, филозоф и писац. (рођ. 1712)[25]
- 1850 — Роберт Пил, британски премијер. (рођ. 1788)[26]
- 1915 — Порфирио Дијаз, мексички генерал и председник. (рођ. 1830)[27]
- 1949 — Георги Димитров, бугарски револуционар и државник. (рођ. 1882)[28]
- 1961 — Ернест Хемингвеј, амерички књижевник. (рођ. 1899)[29]
- 1977 — Владимир Набоков, руски књижевник (рођ. 1899)[30]
- 1989 — Андреј Громико, руски политичар. (рођ. 1909)[31]
- 1992 — Борислав Пекић, југословенски књижевник. (рођ. 1930)[32]
- 1997 — Џејмс Стјуарт, амерички филмски глумац. (рођ. 1908)[33]
- 1999 — Марио Пузо, аутор бестселера „Кум“. (рођ. 1920)[34]
- 2006 — Тихомир Огњанов бивши југословенски фудбалски репрезентативац. (рођ. 1927)[35]
- 2011 — Оливера Марковић, српска глумица (рођ. 1925)[36]
- 2023 — Милан Милутиновић, бивши председник Србије (рођ. 1942)

## Празници и дани сећања
- Дан независности у бразилској држави Баија. 1823. године Баија, је прогласила независност од Португалије
- Српска православна црква слави:
  - Свети апостол Јуда
  - Пајсије Велики